# 夏區夫
夏區夫（？—前482年），出自妫姓夏氏，中国春秋时期陈国的卿大夫。
前482年（鲁哀公十三年、陈湣公二十年）春，夏区夫被盗贼杀死，《春秋》上说盗杀陈夏区夫。